# Čundrgrund
Čundrgrund (též Čundrgrunt nebo ČDG) bylo volné folkrockové sdružení hudebníků nepravidelného složení, které hrálo v sedmdesátých letech 20. století. Příležitostně vystupovala a vystupuje tato skupina i později. Jejími členy byli nejčastěji:
- Vladimír Mišík
- Vladimír Merta
- Jan Hrubý
- Petr Kalandra

Dalšími příležitostnými hosty koncertů Čundrgrundu byli a jsou:
- Emil Viklický
- Vladimír Padrůněk
- Petr Pokorný
- Bořivoj Suchý[2]
- Pavel Skála[1]
- Vladimír Pavlíček[1]

Repertoárem skupiny byly písně jejích členů a dále folk-rockové standardy (Bob Dylan a další).

## Nahrávky
- Čundrgrund: Live 1976-1978, 3 CD, Galén, 2023[3][4]